# Hamadan (Verwaltungsbezirk)
Hamadan (persisch شهرستان همدان) ist ein Schahrestan in der Provinz Hamadan im Iran. Er enthält die Stadt Hamadan, welche die Hauptstadt des Verwaltungsbezirks ist. 

## Kreise
- Zentral (بخش مرکزی)
- Schara (بخش شرا)

## Demografie
Bei der Volkszählung 2016 betrug die Einwohnerzahl des Schahrestan 676.105. Die Alphabetisierung lag bei 89 Prozent der Bevölkerung. Knapp 85 Prozent der Bevölkerung lebten in urbanen Regionen.
| Zensusjahr | Einwohnerzahl |
| ---------- | ------------- |
| 2011       | 651.821       |
| 2016       | 676.105       |